# Giochi di prestigio (romanzo)
Giochi di prestigio (titolo orig. They Do It with Mirrors, negli Stati Uniti uscito come Murder with Mirrors) è un romanzo poliziesco di Agatha Christie, pubblicato nel 1952. Protagonista è il personaggio di Jane Marple.

## Trama
Miss Marple incontra una sua amica americana, la signora Van Rydock, la quale è preoccupata per sua sorella Carrie Louise, che vive a Stonygates. La vecchia casa vittoriana è stata convertita in una casa rifugio per la riabilitazione di giovani delinquenti. Carrie Louise e suo marito, Lewis Serrocold, si occupano di tutto. Chiede così a Miss Marple di andare a trovare la sorella per accertarsi se i suoi timori siano fondati o meno.
Miss Marple si reca presso la famiglia di Carrie Louise e anche lei ha l'idea che ci sia qualcosa che non va. La famiglia include alcune persone collegate fra loro solo da Carrie Louise. Mildred Strete è l'unica familiare stretta che abita a Stonygates. È la figlia nata dal primo matrimonio di Carrie Louise. La donna aveva anche una figlia adottata, Pippa, che è morta dando alla luce sua figlia Gina. Grande adesso, la ragazza è sposata con un americano, Walter Hudd, e si sono da poco trasferiti insieme a Stonygates. Walter soffre però di gelosia nei confronti della moglie che sembra accettare la corte del figliastro di Carrie, Stephen Restarick. Juliet Bellever, la dama di compagnia di Carrie Louise è una presenza fissa nella casa. Stephen e Alex Restarick, i figliastri acquisiti da Carrie Louise durante il secondo matrimonio, sono spesso in visita. Altro frequentatore abituale della casa è l'assistente di Serrocold, Edgar Lawson, un ragazzo che viene deriso e sminuito da tutti. Sembra soffrire sia di un complesso di persecuzione sia di grandi aspettative deluse. In diverse occasioni ha confidato ad altre persone di essere il figlio illegittimo di un uomo importante, e afferma che dei nemici potenti cospirano per non fargli avere quello che gli spetta di diritto.
La situazione crolla nel momento in cui arriva inaspettatamente il figliastro di Carrie Louise, Christian Gulbrandsen, membro del consiglio di amministrazione di Stonygates. Tutti pensano che sia arrivato fin là per lavoro, anche se nessuno riesce a capire il motivo preciso. Dopo cena Guldbransen si ritira nella camera degli ospiti per scrivere una lettera. Miss Marple e gli altri si trovano nel salone, quando ad un certo punto salta la corrente e Walter va a ripristinarla.
Edgar Lawson irrompe nella stanza buia, urlando che Lewis Serrocold è il suo vero padre, poi i due vanno nello studio ed Edgar chiude la porta a chiave. Tutti quelli presenti nel salone sentono il ragazzo lanciare accuse a Serrocold, e poi una serie di spari. Quando la porta alla fine si apre, scopriamo che Lewis Serrocold è vivo e vegeto. Edgar è in lacrime, ma ha solo sparato contro i muri della stanza.
Nonostante questo pericolo scampato, avviene davvero un omicidio a Stonygates. Quando Juliet Bellever va a controllare Christian Guldbransen, lo trova morto. gli hanno sparato alla schiena mentre stava scrivendo a macchina, e la lettera che stava compilando è sparita. Chi l'ha ucciso e perché? Perché era preoccupato per la salute di Carrie Louise? Sarà Miss Marple a trovare la soluzione a questo caso intricato.
Serrocold più tardi rivela alla polizia di aver preso lui la lettera, per tenere all'oscuro la moglie dal suo contenuto, e spiega anche che sia lui che Guldbransen avevano il sospetto che i recenti problemi di salute di Carrie Louise erano dovuti ad avvelenamento da arsenico.
A questo punto, entra in scena Alex Restarick, il figliastro di Carrie Louise e fratello di Stephen, uno dei più probabili sospetti, dato che la polizia ha scoperto che c'è un periodo di tempo in cui non ha alibi tra quando è arrivato in macchina e quando ha fatto la sua comparsa nel salone.
Le opinioni di Alex Restarick sulla scena del crimine inducono Miss Marple a riflettere su tutti i tipi d'illusioni, specialmente su quelli messi in atto dai maghi e illusionisti, con l'ausilio di complici. Grazie a questi ragionamenti, Miss Marple arriva a scoprire l'identità del vero assassino, che muore nel tentativo di salvare sé stesso e il complice.

## Personaggi
- Miss Marple, investigatrice dilettante
- Carrie Louise, amica d'infanzia di Miss Marple
- Ruth Van Rydock, amica d'infanzia di Miss Marple e sorella di Carrie Louise
- Lewis Serrocold, marito di Carrie Louise
- Juliet Bellever, dama di compagnia inseparabile di Carrie Louise
- Mildred Strete, figlia di Carrie Louise
- Gina Hudd, nipote di Carrie Louise
- Walter Hudd, marito di Gina
- Alex Restarick, figliastro di Carrie Louise
- Stephen Restarick, figliastro di Carrie Louise
- Edgar Lawson, un giovane problematico e segretario di Lewis
- Christian Gulbrandsen, figliastro di Carrie Louise
- Ispettore Curry, ispettore di Polizia
- Dottor Galbraith, vescovo di Cromer

## Adattamenti cinematografici e televisivi
- Assassinio allo specchio (Murder with Mirrors), 1985, film televisivo di Dick Lowry con Helen Hayes, Bette Davis, John Mills e Leo McKern.
- Giochi di prestigio (They Do It with Mirrors), 1991, episodio di Norman Stone con Joan Hickson, Jean Simmons, Joss Ackland e Faith Brook.
- Giochi di prestigio (They Do It with Mirrors), 2009, episodio di Andy Wilson con Julia McKenzie, Penelope Wilton, Brian Cox e Joan Collins.

## Edizioni italiane
- Giochi di prestigio, traduzione di Loredana Giachetti, Collana I Gialli Mondadori n.264, Milano, Mondadori, 20 febbraio 1954.[1] - I Classici del Giallo Mondadori n.245, Mondadori, 15 giugno 1976; col titolo Miss Marple: giochi di prestigio, Prefazione e postfazione di Laura Grimaldi, Collana Oscar n.1004 (Oscar Gialli n.19), Mondadori, 1979.
- in Miss Marple: indagare è il mio peccato, a cura di Alberto Tedeschi, trad. di Loredana Giachetti, Collana Omnibus gialli, Milano, Mondadori, 1972. [contiene sei romanzi, tra cui Giochi di prestigio]
- Giochi di prestigio, traduzione di Ombretta Giumelli, I Classici del Giallo Mondadori n.595, Milano, Mondadori, 14 novembre 1989. - Edizione illustrata e annotata, Collezione Agatha Christie, Milano, CDE, 1992; Collana Oscar Narrativa n.1461, Mondadori, 1995; Collana Oscar Gialli, Mondadori, 2019, ISBN 978-88-047-2341-7.